# Suwon
Suwon (Hangul: 수원; Hanja: 水原, Hán-Việt: Thủy Nguyên; phát âm tiếng Hàn Quốc: [su.wʌn]) là thành phố tỉnh lỵ và là vùng đô thị lớn nhất Gyeonggi, tỉnh giáp ranh thủ đô Seoul và có dân số lớn nhất Hàn Quốc. Suwon cách 30 kilômét (19 dặm) về phía nam Seoul. Xưa nay, nơi này được biết đến với biệt danh "Thành phố hiếu thảo". Với dân số gần 1,2 triệu người, diện tích thì rộng hơn Ulsan, mặc dù thành phố này không được tổ chức thành thành phố đô thị. Thành phố có 14 trường đại học.

## Khí hậu
| Dữ liệu khí hậu của Suwon                | Dữ liệu khí hậu của Suwon | Dữ liệu khí hậu của Suwon | Dữ liệu khí hậu của Suwon | Dữ liệu khí hậu của Suwon | Dữ liệu khí hậu của Suwon | Dữ liệu khí hậu của Suwon | Dữ liệu khí hậu của Suwon | Dữ liệu khí hậu của Suwon | Dữ liệu khí hậu của Suwon | Dữ liệu khí hậu của Suwon | Dữ liệu khí hậu của Suwon | Dữ liệu khí hậu của Suwon | Dữ liệu khí hậu của Suwon |
| Tháng                                    | 1                         | 2                         | 3                         | 4                         | 5                         | 6                         | 7                         | 8                         | 9                         | 10                        | 11                        | 12                        | Năm                       |
| ---------------------------------------- | ------------------------- | ------------------------- | ------------------------- | ------------------------- | ------------------------- | ------------------------- | ------------------------- | ------------------------- | ------------------------- | ------------------------- | ------------------------- | ------------------------- | ------------------------- |
| Cao kỉ lục °C (°F)                       | 15.3 (59.5)               | 19.3 (66.7)               | 25.0 (77.0)               | 30.5 (86.9)               | 33.2 (91.8)               | 34.0 (93.2)               | 37.5 (99.5)               | 39.3 (102.7)              | 33.7 (92.7)               | 29.0 (84.2)               | 25.8 (78.4)               | 17.8 (64.0)               | 39.3 (102.7)              |
| Trung bình ngày tối đa °C (°F)           | 2.8 (37.0)                | 5.6 (42.1)                | 11.3 (52.3)               | 18.2 (64.8)               | 23.6 (74.5)               | 27.5 (81.5)               | 29.3 (84.7)               | 30.3 (86.5)               | 26.4 (79.5)               | 20.4 (68.7)               | 12.5 (54.5)               | 4.9 (40.8)                | 17.7 (63.9)               |
| Trung bình ngày °C (°F)                  | −2.1 (28.2)               | 0.3 (32.5)                | 5.7 (42.3)                | 12.0 (53.6)               | 17.6 (63.7)               | 22.2 (72.0)               | 25.3 (77.5)               | 26.0 (78.8)               | 21.4 (70.5)               | 14.6 (58.3)               | 7.2 (45.0)                | 0.1 (32.2)                | 12.5 (54.5)               |
| Tối thiểu trung bình ngày °C (°F)        | −6.6 (20.1)               | −4.5 (23.9)               | 0.6 (33.1)                | 6.4 (43.5)                | 12.3 (54.1)               | 17.9 (64.2)               | 22.1 (71.8)               | 22.7 (72.9)               | 17.1 (62.8)               | 9.4 (48.9)                | 2.4 (36.3)                | −4.2 (24.4)               | 8.0 (46.4)                |
| Thấp kỉ lục °C (°F)                      | −24.8 (−12.6)             | −25.8 (−14.4)             | −11.3 (11.7)              | −4.7 (23.5)               | 2.3 (36.1)                | 7.8 (46.0)                | 13.2 (55.8)               | 13.0 (55.4)               | 3.6 (38.5)                | −3.6 (25.5)               | −12.6 (9.3)               | −24.4 (−11.9)             | −25.8 (−14.4)             |
| Lượng Giáng thủy trung bình mm (inches)  | 18.1 (0.71)               | 28.3 (1.11)               | 40.7 (1.60)               | 71.6 (2.82)               | 95.0 (3.74)               | 122.9 (4.84)              | 385.1 (15.16)             | 296.3 (11.67)             | 133.5 (5.26)              | 54.1 (2.13)               | 48.9 (1.93)               | 25.8 (1.02)               | 1.320,3 (51.98)           |
| Số ngày giáng thủy trung bình (≥ 0.1 mm) | 6.7                       | 6.2                       | 7.0                       | 8.0                       | 8.6                       | 9.6                       | 15.4                      | 14.0                      | 8.6                       | 6.1                       | 9.0                       | 8.3                       | 107.5                     |
| Số ngày tuyết rơi trung bình             | 6.9                       | 5.3                       | 2.2                       | 0.1                       | 0.0                       | 0.0                       | 0.0                       | 0.0                       | 0.0                       | 0.0                       | 1.8                       | 6.8                       | 23.1                      |
| Độ ẩm tương đối trung bình (%)           | 63.0                      | 61.9                      | 62.2                      | 62.1                      | 66.1                      | 71.4                      | 79.9                      | 77.6                      | 73.2                      | 69.8                      | 67.9                      | 64.4                      | 68.3                      |
| Số giờ nắng trung bình tháng             | 174.3                     | 178.7                     | 205.7                     | 214.5                     | 229.7                     | 195.0                     | 138.2                     | 168.7                     | 184.6                     | 208.9                     | 162.5                     | 166.2                     | 2.227                     |
| Phần trăm nắng có thể                    | 54.0                      | 56.2                      | 53.4                      | 54.6                      | 50.4                      | 42.8                      | 30.5                      | 39.5                      | 48.8                      | 57.4                      | 51.6                      | 53.4                      | 48.6                      |
| Nguồn:                                   |                           |                           |                           |                           |                           |                           |                           |                           |                           |                           |                           |                           |                           |

## Hành chính

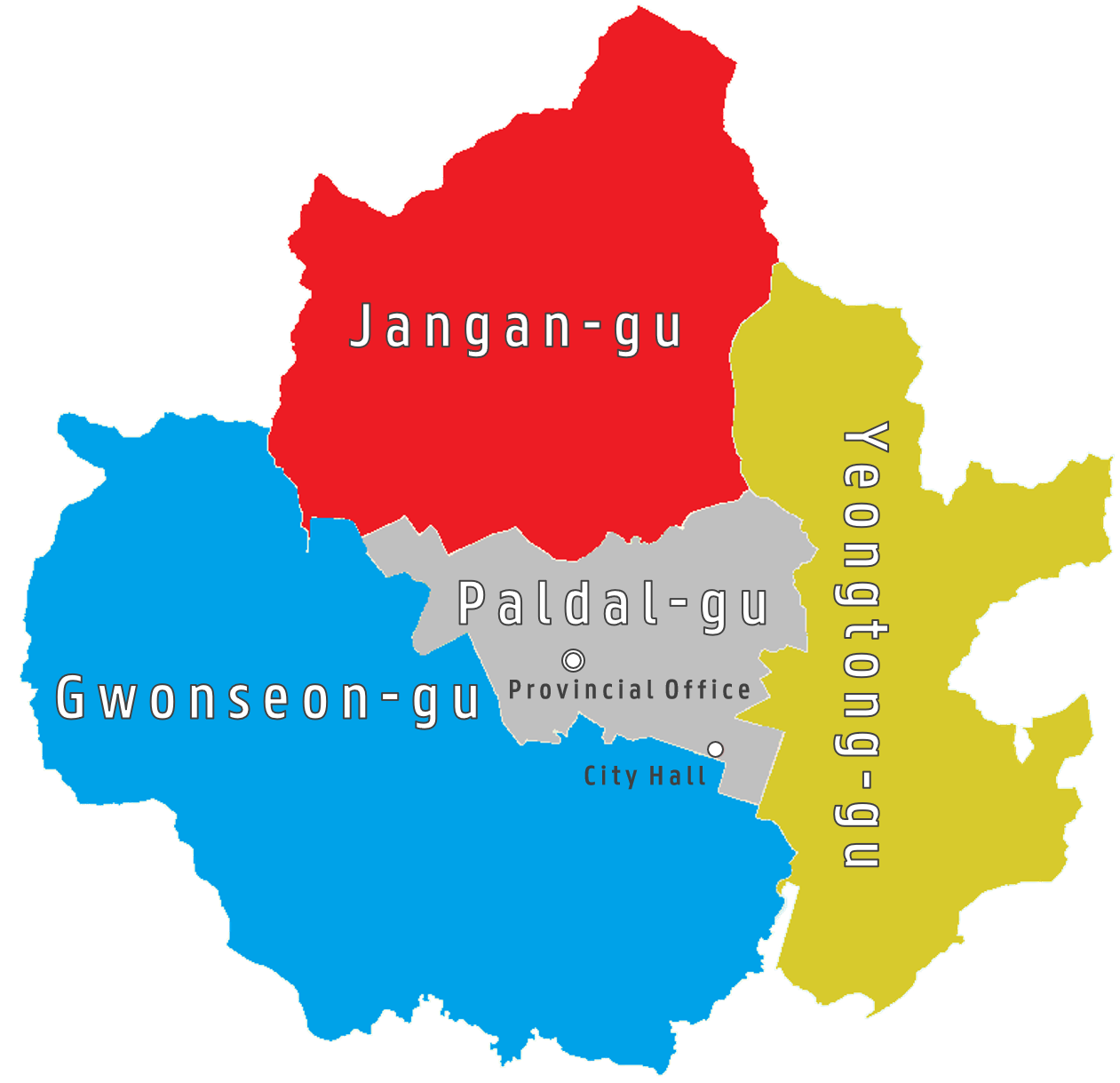
Các quận (gu) của Suwon

Suwon bao gồm 4 quận (구 gu), 42 phường (동 dong).
| Tên          | Tên (Hangul) | Diện tích (km²) | Dân số (Người) |
| ------------ | ------------ | --------------- | -------------- |
| Jangan-gu    | 장안구       | 33.17           | 270,849        |
| Gwonseon-gu  | 권선구       | 47.31           | 366,167        |
| Paldal-gu    | 팔달구       | 12.86           | 197,213        |
| Yeongtong-gu | 영통구       | 27.68           | 363,028        |
| Tổng cộng    | Tổng cộng    | 121.02          | 1,197,257      |